# Rejon bałtijski
Rejon bałtijski (ros. Балтийский район) – dawna jednostka podziału administracyjnego wchodząca w skład rosyjskiego obwodu królewieckiego.
Rejon leżał w południowo-zachodniej części obwodu – na Mierzei Wiślanej i Półwyspie Sambijskim, a jego ośrodkiem administracyjnym było miasto Bałtyjsk.
Rejon graniczył z Polską.
30 grudnia 2019 r. w miejsce rejonu bałtijskiego utworzono okręg miejski Bałtyjsk.